# HD 104039
HD 104039，又名CD-25 8963，SAO 180349、HR 4579，是一颗恒星，视星等为6.43，位于銀經288.4，銀緯35.48，其B1900.0坐标为赤經11h 53m 48.2s，赤緯-25° 35.48′ 5″。